# Cal MacAninch
Cal MacAninch (ur. 24 listopada 1963 w Glasgow) – brytyjski aktor telewizyjny, teatralny, radiowy i filmowy.

## Życiorys
Urodził się w Govan na przedmieściu Glasgow, w Szkocji. Chciał zostać zawodowym piłkarzem, dopóki nie doznał kontuzji podczas gry i zajął się aktorstwem. Ukończył studia na University of Glasgow. Trenował boks w Edynburgu. Pracował jako statysta w Citizens 'Theater w Glasgow.
Po przeprowadzce do Londynu dostał rolę jako Angel Eyes w jednym z odcinków serialu kryminalnego The Paradise Club (1990) i Milligan w serialu Adwokaci (The Advocates, 1991). Odrzucił rolę Roberta Bruce’a w Walecznym sercu, którą ostatecznie zagrał Ian Bannen. Debiutował na kinowym ekranie jako oficer CID w czarnej komedii Awantura o spadek (Splitting Heirs, 1993) z Rickiem Moranisem. W miniserialu BBC Wygnani do raju (Banished, 2015) został obsadzony w roli sierżanta Timminsa.
Grał też w teatrze, w tym jako John Silver w sztuce Pod czarną flagą (Under the Black Flag, 2006) na scenie Globe Theatre, kapitan Hak w Piotrusiu Panie (2010) i Nikołaj Kosłow, rosyjski architekt, którego rodzina zginęła w wypadku lotniczym w sztuce Moje oczy pociemniały (My Eyes Went Dark, 2016).
Żonaty z aktorką Shauna Macdonald. Mają trzy córki: Jesi-Lilas, Ever Eden-Rose i Avę-Red Amahle.

## Filmografia

### Filmy
- 1993: Awantura o spadek (Splitting Heirs) jako oficer CID
- 1997: Co do mnie czujesz? (The Woodlanders) jako dr Fitzpiers
- 1999: Wojownicy (Warriors, TV) jako sierżant Andre Sochanik
- 1999: Zaginiony syn (The Lost Son) jako Martin
- 2001: As wywiadu (The Point Men) jako Horst
- 2007: Jetsam jako Jack
- 2008: Doomsday jako Chancellor Falco
- 2011: Wkręcony: Prawdziwe życie klawisza (Screwed) jako Eddie
- 2012: Na własną rękę (Collateral Damage) jako Harold Finley

### Seriale TV
- 2001: Budząc zmarłych (Waking the Dead) jako Alex Bryson / Sam Keel
- 2002−2003: Na każde wezwanie (Rockface) jako Ben Craig
- 2003: Milczący świadek (Silent Witness) jako Michael Patterson
- 2007–2008: Komisariat Holby (Holby Blue) jako DI John Keenan
- 2008: Przygody Merlina (Merlin) jako Tauren
- 2011: Downton Abbey jako Henry Lang
- 2013: Morderstwa w Midsomer (Midsomer Murders) jako Alan Robson
- 2013: Milczący świadek (Silent Witness) jako David Loader
- 2015: Katie Morag jako pan Cavendish
- 2020: Ojciec Brown (Father Brown) jako George Oakley